# Requinto (aerófono)

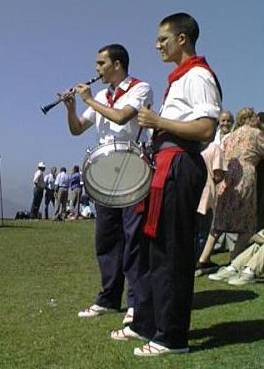
Piteros cántabros.

El requinto es un clarinete afinado en Mi♭ (Mi bemol), o sea, una cuarta por encima del clarinete soprano en Si♭. Como este, el requinto es un instrumento transpositor. Tiene la cualidad de empastar perfectamente con oboes y fagotes, incluso más que con los propios clarinetes en Si♭ o La. El clarinete mi bemol tiene una longitud total de unos 49 cm. El clarinete tiene una longitud total de unos 52 cm.
Este instrumento está presente tanto en la Banda sinfónica como ocasionalmente en la Orquesta sinfónica. Se han escrito obras sinfónicas con roles de importancia para este instrumento, entre las que destacan las composiciones del maestro Manuel Lillo Torregrosa como su afamada Vivencias o su Concierto para requinto y clarinete y además un notable solo en el Bolero de Ravel. En las bandas, el requinto se coloca delante, a la izquierda.

## Requinto popular: elpitu montañés
El requinto es un instrumento muy difundido popularmente en Cantabria, donde se conoce como pitu montañés, y se toca acompañado de tambor o redoblante, conociéndose la pareja formada como piteros; o piteru y tamboriteru, respectivamente.
Se difundió en el centro-occidente cántabro, La Montaña, desde mediados del siglo XIX: y se afianzó en toda Cantabria sutituyendo en gran medida al silbu, a la vozaina y a la gaita; que se utilizan cada una en una comarca concreta, pero no representaban a toda Cantabria, o al acordeón, instrumento empleado frecuentemente en la interpretación de piezas del folclore de Cantabria jotas y pericotes. Las principales características de la ejecución del clarinete en su vertiente tradicional en Cantabria son la utilización casi exclusiva del registro alto, la sujeción de la boquilla con el labio superior hasta los años 70 del siglo XX, porque actualmente todos los piteros sujetan la boquilla con el labio inferior igual que el resto de clarinetistas, una ornamentación semejante a la de la vozaina y melodías con una extensión de octava y media. En un pequeño foco de clarinetistas populares del interior montañoso del oriente, la tonalidad de Si♭ era la más frecuente, y de manera ocasional otras afinaciones como en Do.
Entre los piteros históricos más conocidos destacan Joaquín y Antonio Mediavilla «los de Villapresente», Servando Crespo de Escobedo de Camargo, Tomás Castillo «Tomasón» y su hijo tamborilero Jesús de Anievas, Fernando Velasco de Puente San Miguel y su hijos José Ángel y Fernando "Los hermanos Velasco", Bernardino Blanco de Maoño, Amador Cuerdo y Rafael Agüero, o Bosio y Martín de Reocín. Mención especial merecen los tamborileros Manuel Angulo de Udías y José Antonio Urcelay «El Cachas» de Santander. En la actualidad, Alfonso Díaz Casado de Torrelavega, Francisco San José Mediavilla «Paco San José», Joaquín Arnaiz y Fernando Gómez, todos de Santander. La primera pitera fue Elena Gueorguiev García de Santander y posteriormente Raquel Pérez Fernández de Valles de Reocín que junto a su hermana Ruth han formado la primera pareja de piteras, que actualmente siguen en activo. 
Si bien actualmente en Cantabria se utiliza exclusivamente el clarinete mi bemol o requinto, antiguamente se utilizaba también el clarinete si bemol y en la prensa de principios de siglo se les denominaba clarinetistas en vez de piteros. El clarinete como instrumento solista para el folklore se utiliza también en otras partes del mundo. En Cantabria se celebra desde el año 2002 el  Encuentro Internacional de Piteros en Cantabria  que es uno de los 3 festivales de este tipo que existen en el mundo junto con el de  Lamentin (Martinique) y el de Glomel (Bretagne).